# Вільям Галлас
Вілья́м Ері́к Галла́с (фр. William Eric Gallas, французька вимова [wiljam ɡalas]; нар. 17 серпня 1977, Аньєр-сюр-Сен, Франція) — колишній французький футболіст гваделупського походження. Відомий своїми виступами за «Челсі», «Арсенал» і Тоттенгем Готспур.
У 2001 році підписав контракт з «Челсі».
У 2006 перейшов в інший лондонський клуб — «Арсенал» і в 2007 році став в ньому капітаном, але в 2010 році перейшов в стан головних суперників «канонірів» — «Тоттенгем Готспур».
Колишній гравець збірної Франції.

## Ігрова кар'єра
Вільям Галлас — випускник французької футбольної академії Клерфонтен. Починав свою кар'єру в клубі другої французької ліги «Кан», де допоміг добитися своєму клубу підвищення в класі в 1996 році. У 1997 році він перейшов в «Марсель», де провів 4 сезони.
У 2001 році Галлас перейшов в лондонський «Челсі» за 6,2 млн фунтів стерлінгів. Він вибрав футболку з номером 13. Під керівництвом тодішнього тренера синіх Клаудіо Раньєрі Галлас виступав у центрі оборони поряд з Марселем Десаї і пізніше з Джоном Террі; з Террі він утворив непробивну в'язку, пропустивши всього лише 1 гол в 16 іграх поспіль.
Під керівництвом наступника Раньєрі Жозе Моурінью Галлас був частиною команди, яка виграла 2 чемпіонські титули, Кубок і Суперкубок Англії. «Сині» також дійшли до півфіналу Ліги чемпіонів 2004/05, де були зупинені «Ліверпулем».
1 вересня 2006 Галлас перейшов в інший лондонський клуб «Арсенал». Галлас підписав з «Арсеналом» 4-річний контракт і взяв футболку з номером 10, що звільнилася після Денніса Бергкампа, який завершив кар'єру. Дебютував за свій новий клуб як лівий захисник у нічийному матчі проти «Мідлсбро» (1-1) 9 вересня 2006 року.
22 серпня 2010 року на правах вільного агента перейшов в стан принципового суперника «Арсенала» — «Тоттенгем Готспур». Контракт підписаний строком на 1 рік.

## Титули і досягнення
- Чемпіон Англії (2):

«Челсі»: 2004–05, 2005–06
- Володар Кубка англійської ліги (1):

«Челсі»: 2004–05
- Володар Суперкубка Англії (1):

«Челсі»: 2005
- Володар Кубка Конфедерацій (1):

Франція: 2003
- Чемпіон Європи (U-18): 1996
- Віце-чемпіон світу: 2006